# Kazimierz Drożdż
Kazimierz Antoni Drożdż (ur. 30 lipca 1936 w Milówce) – polski polityk, działacz sportowy, senator IV i V kadencji.

## Życiorys
Syn Ludwika i Pauliny. Po ukończeniu liceum ogólnokształcącego w Kłodzku (1953) podjął pracę w Gminnej Spółdzielni „Samopomoc Chłopska” w Szczytnej Śląskiej, był tam wiceprezesem zarządu. W 1960 przeszedł do Huty Szkła Gospodarczego „Sudety” w Szczytnej Śląskiej. W 1970 ukończył studia administracyjne na Uniwersytecie Wrocławskim. Od 1972 był dyrektorem naczelnym Huty Szkła Kryształowego „Violetta” w Stroniu Śląskim. W 1986 został przeniesiony do pracy w Komitecie Wojewódzkim PZPR w Wałbrzychu (objął funkcję sekretarza ds. ekonomicznych, którą pełnił do rozwiązania partii w 1990), był zarządcą komisarycznym Fabryki Porcelany „Książ” i likwidatorem Przedsiębiorstwa Remontowo-Budowlanego „Budrem” w Wałbrzychu. Pełnił również funkcję sekretarza ekonomicznego Komitetu Wojewódzkiego. W 1992 powrócił do pracy w hucie w Stroniu Śląskim, gdzie był dyrektorem naczelnym, a po jej przekształceniu – prezesem zarządu.
Działacz sportowy, w latach 1960–1972 był prezesem Hutnika Szczytna Śląska, następnie Kryształu Stronie Śląskie. W kwietniu 1980 został prezesem Okręgowego Związku Piłki Nożnej w Wałbrzychu, w latach 1981–1985 wchodził w skład prezydium Polskiego Związku Piłki Nożnej. Ponownie został członkiem prezydium w maju 1998, kiedy powołano go na stanowisko wiceprezesa PZPN. Pełnił obowiązki do czerwca 1999, m.in. w okresie konfliktu między prezesem PZPN Marianem Dziurowiczem a prezesem Urzędu Kultury Fizycznej i Turystyki Jackiem Dębskim; w czerwcu 1999 został odwołany wraz z Marianem Dziurowiczem na nadzwyczajnym walnym zgromadzeniu wyborczym PZPN. W 1995 otrzymał tytuł członka honorowego PZPN.
Przez wiele lat należał do PZPR, następnie do SdRP, w 1999 wstąpił do SLD, od 2021 związany z Nową Lewicą. W 1997 z ramienia Sojuszu Lewicy Demokratycznej został senatorem IV kadencji z województwa wałbrzyskiego. W 2001 po raz drugi uzyskał mandat senatorski z okręgu wałbrzyskiego. W 2005 bez powodzenia ubiegał się o reelekcję, rok później bezskutecznie kandydował do rady powiatu kłodzkiego. W 2010 został radnym powiatowym, startując z listy SLD. 9 grudnia tego samego roku wszedł w skład zarządu powiatu kłodzkiego. W 2014 utrzymał mandat radnego powiatu na kolejną kadencję. W 2018 nie został ponownie wybrany, kandydując z ramienia koalicji SLD Lewica Razem.
Żonaty, ma córkę Małgorzatę.